# Giraldiella
Giraldiella là một chi rêu trong họ Hypnaceae.